# 4gmusiq
drian Thomas Townsel (sinh năm 2000), được biết đến nhiều hơn với tên gọi "4G" hoặc "Musiq" (phát âm là "Moo-Zeek") là một nghệ sĩ Hip-Hop người Mỹ sinh ra ở Lima, Ohio. 4gmusiq luôn nghĩ rằng mình là một nghệ sĩ hơn là một rapper. Với ảnh hưởng lớn từ Juice WRLD, Lil Wayne và T-Pain, anh đã kết hợp sự pha trộn giữa cách kể chuyện và lời bài hát hấp dẫn để tạo nên sự độc đáo cho mỗi bài hát. Anh bắt đầu đọc rap bằng cách thu âm các bài hát trên điện thoại của mình. Anh ấy cũng đã hoàn thành Chương trình Chứng chỉ Kỹ thuật Âm thanh.
Năm 2020, 4gmusiq phát hành album đầu tiên của mình, "MTMF" (Music To My Fans) trên Spotify. "Spring Break" được phát hành vào mùa hè giữa tháng 7 năm 2020 và chỉ trong vòng chưa đầy một năm với rất ít quảng bá đã thu về 50.000 lượt phát trực tuyến trên toàn thế giới. Đĩa đơn hit "Martian" của anh đã trở thành bản yêu thích của người hâm mộ, được hàng nghìn danh sách phát và kênh YouTube nổi tiếng "Royal Vibes". Vào tháng 1 năm 2021, 4gmusiq đã gây chú ý trên các đài tin tức trực thuộc CBS và Fox với đĩa đơn đầu tiên trong năm "Mind Games" vượt qua 10.000 lượt stream chỉ trong 1 tháng. WFMJ-TV cũng đưa ra thông báo của 4gmusiq về việc hợp tác vào tháng 2 này với rapper mới, Yxung Sxul.

## Danh sách đĩa nhạc

### Album
| MTMF (2020)      | MTMF (2020)                  | MTMF (2020) |
| STT              | Nhan đề                      | Thời lượng  |
| ---------------- | ---------------------------- | ----------- |
| 1.               | "Message To My Fans (Intro)" | 2:11        |
| 2.               | "Isso!"                      | 1:52        |
| 3.               | "Ain't Got Time"             | 2:24        |
| 4.               | "Lost It"                    | 2:23        |
| 5.               | "The Realest"                | 2:19        |
| 6.               | "Who Is 4g" (Freestyle)      | 2:04        |
| 7.               | "Blast!"                     | 1:42        |
| 8.               | "(Space)ship"                | 2:27        |
| Tổng thời lượng: | Tổng thời lượng:             | 17:25       |

### Đĩa đơn
- Senzu (2021)
- Magic! (2021)[3]
- She Said She Wanna Party (2021)
- Rick Astley (2020)
- Martian (2020)
- Moonlight (2020)[4]
- Springbreak (2020)
- Flower Boy (2020)
- No Chorus (2020)
- Just Stories (2020)